# 金陵兵工厂旧址
金陵兵工厂旧址，或金陵机器制造局厂房遗迹，是南京市秦淮区的近现代工业建筑群，始建于1865年。现为南京晨光1865科技创意产业园，地址为应天大街388号。

## 历史

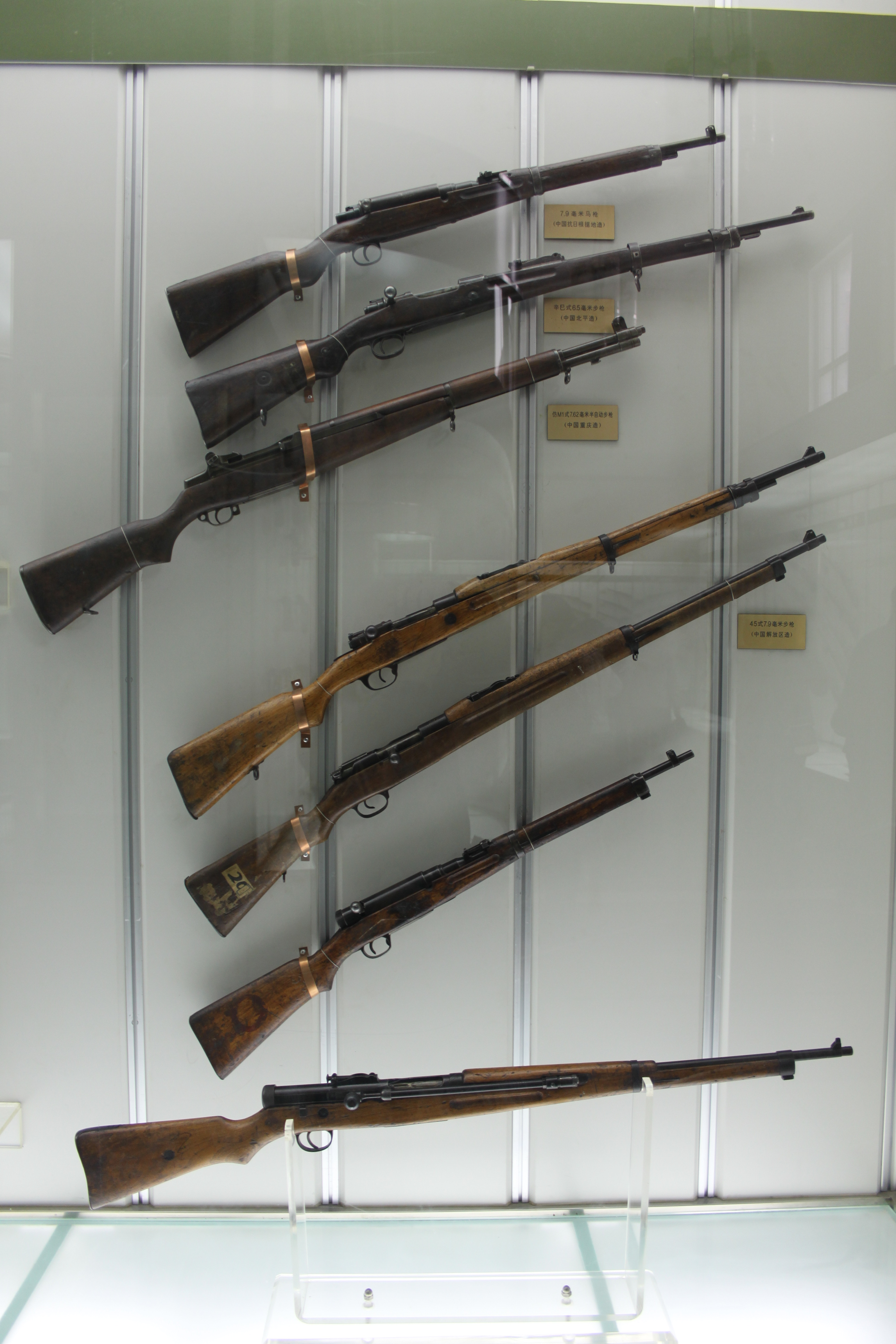
二戰後由在重慶的金陵兵工廠仿製的美國M1格蘭德步槍（由最上起數第三枝）

洪武十四年，班的达在金陵圆寂，明太祖敕命在班的达圆寂所在地新建西天寺。永乐年间，因大报恩寺的兴起，西天寺日渐衰败。洋务运动兴起后，1865年10月，李鸿章于西天寺遗址建造金陵机器制造局，次年8月竣工。1929年6月，改称金陵兵工厂，其廠徽是一個像徵佛教的卍標記。
1937年7月，金陵兵工厂西迁重庆，原址被侵华日军占领，直至日本投降。1946年9月，改称六○兵工厂，期間也曾嘗試仿製美國M1加蘭德步槍。
1948年底，迁至高雄，留下厂房和旧设备。1949年4月被中国人民解放军接管，10月由第三野战军命名为军械总厂。1952年底，山西长治三○七厂与军械总厂合并，定名国营三〇七厂。1957年4月以国营晨光机器厂为第二厂名，1980年3月改称南京晨光机器厂，1996年6月更名为南京晨光集团有限责任公司。
2007年，晨光集团在此建成南京晨光1865科技创意产业园。2017年12月，入选第二批中国20世纪建筑遗产名录。2011年4月14日，在园区里一座正改建的老厂房重新修整地面时发现明代陕国公郭興墓碑。2018年1月，入选第一批中国工业遗产保护名录。

## 相片

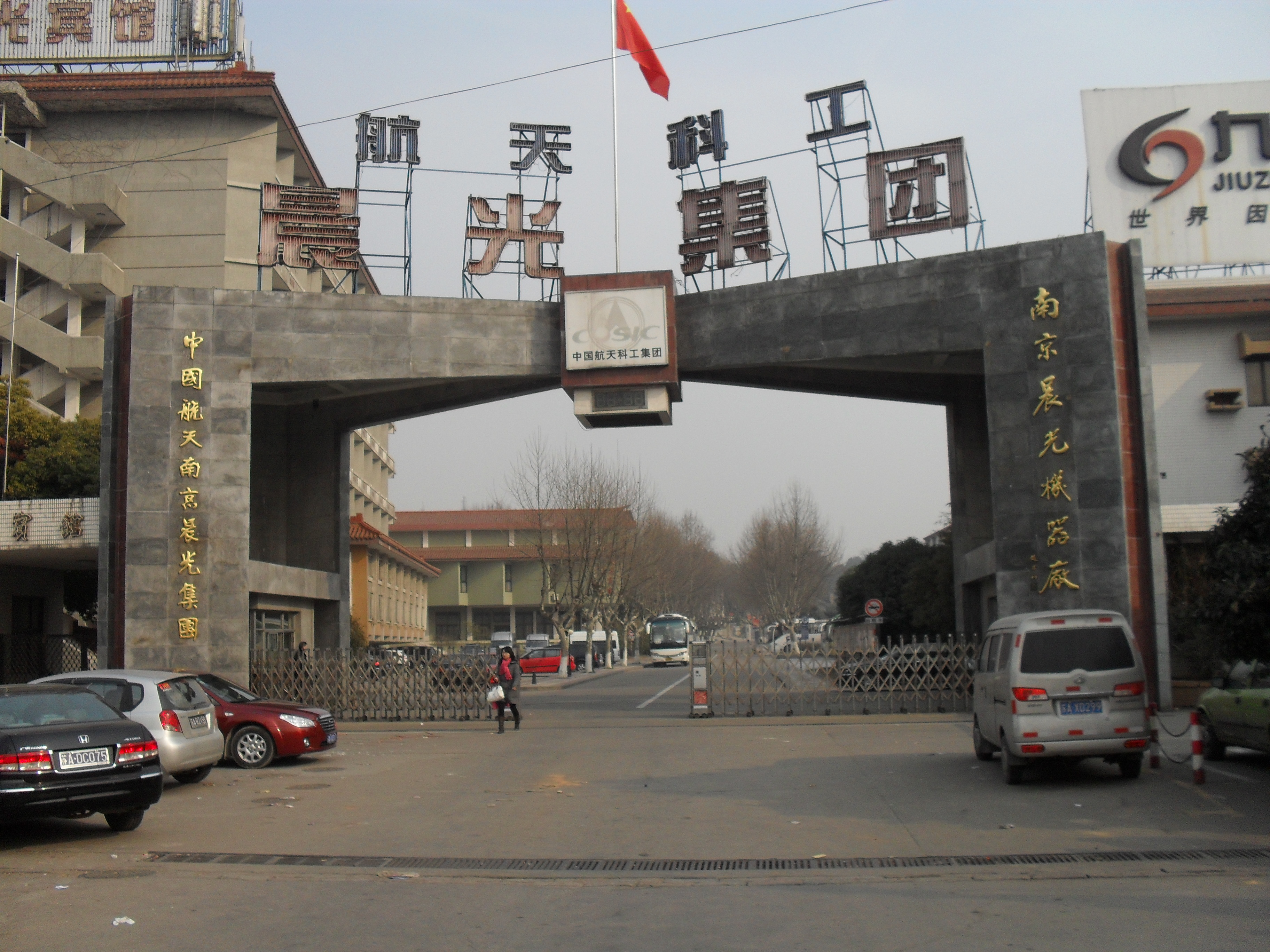
南京晨光厂大门
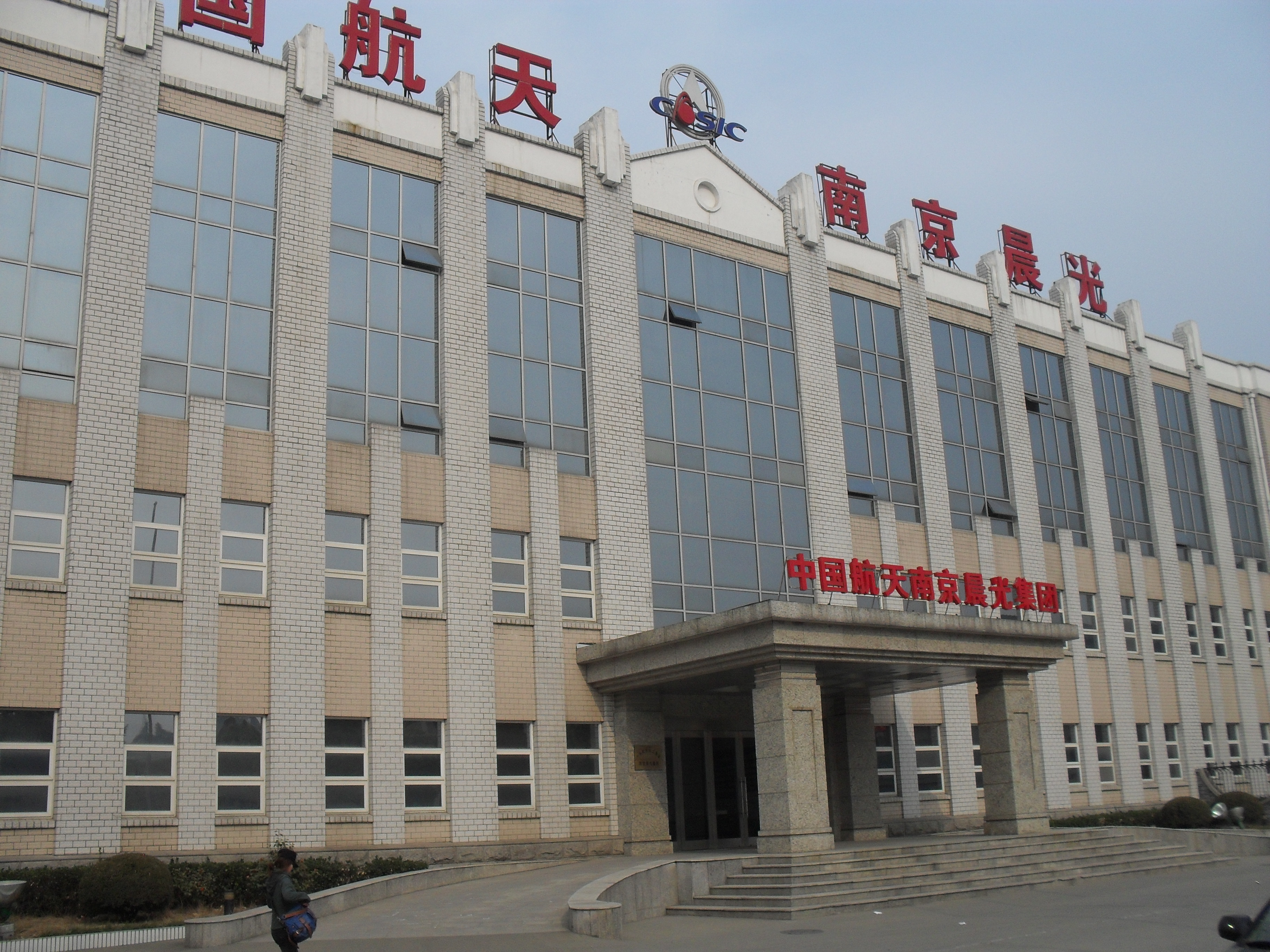
厂部大楼
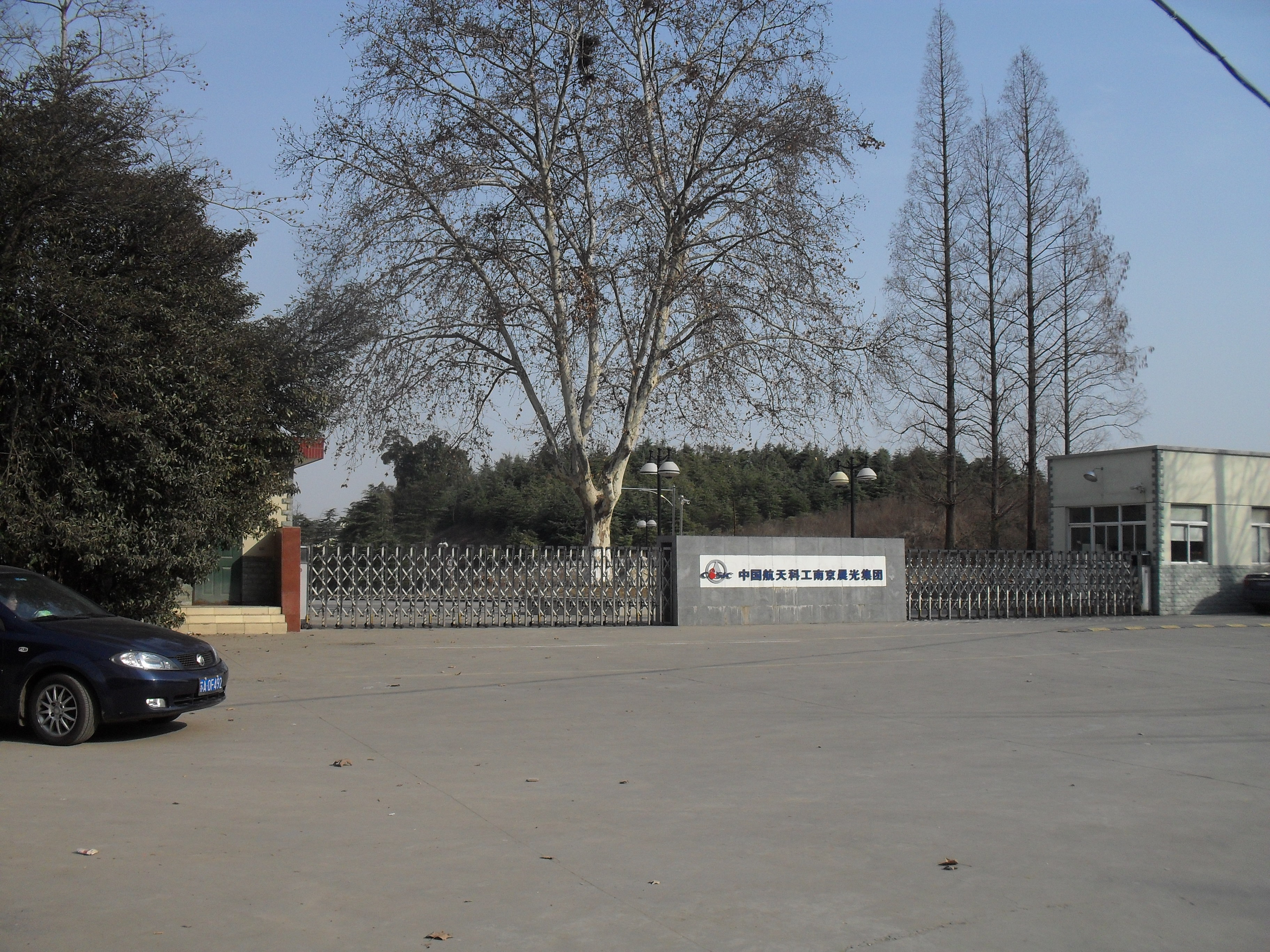
1990年新設的西大門
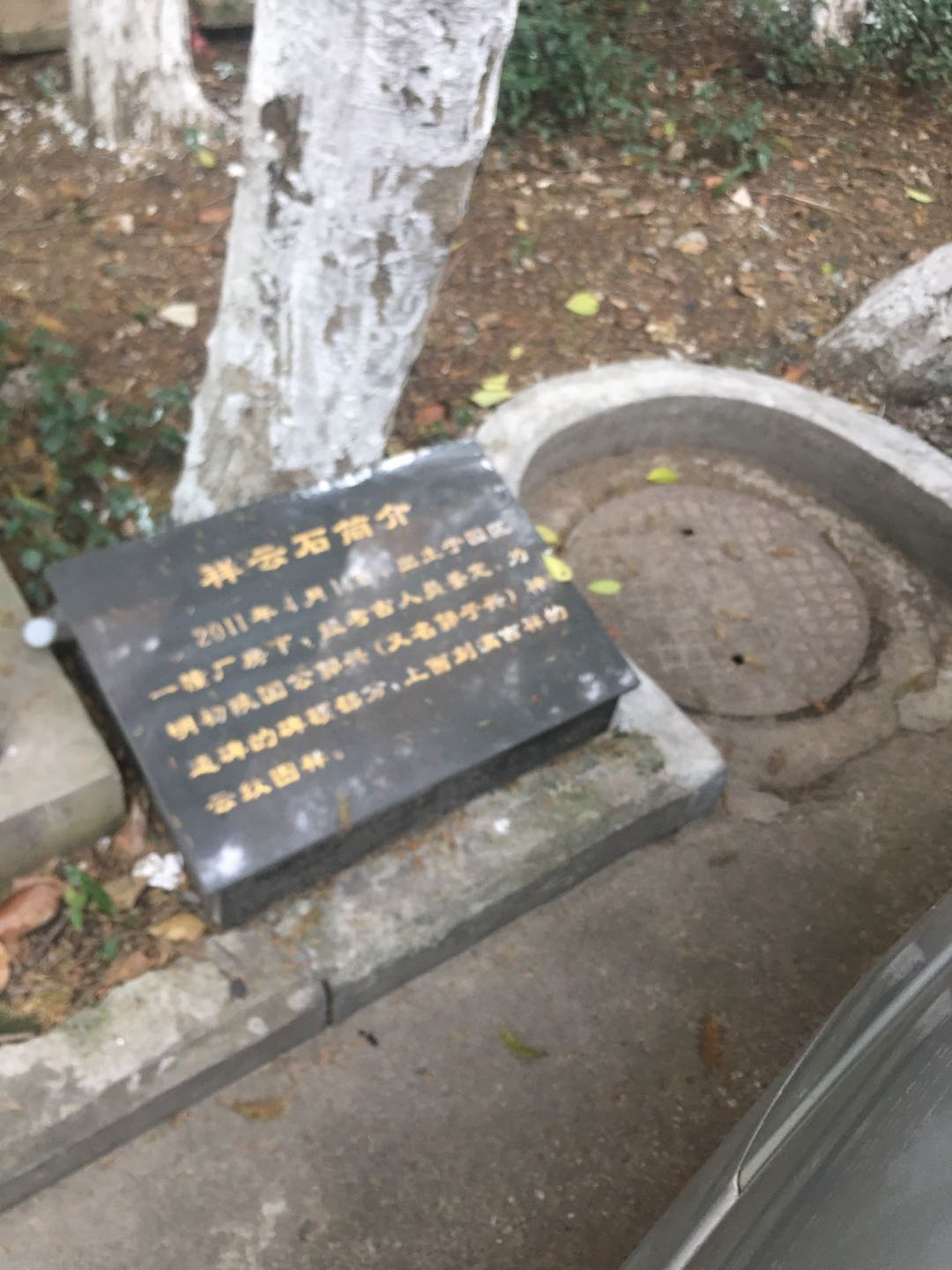
郭兴墓碑祥云石介绍
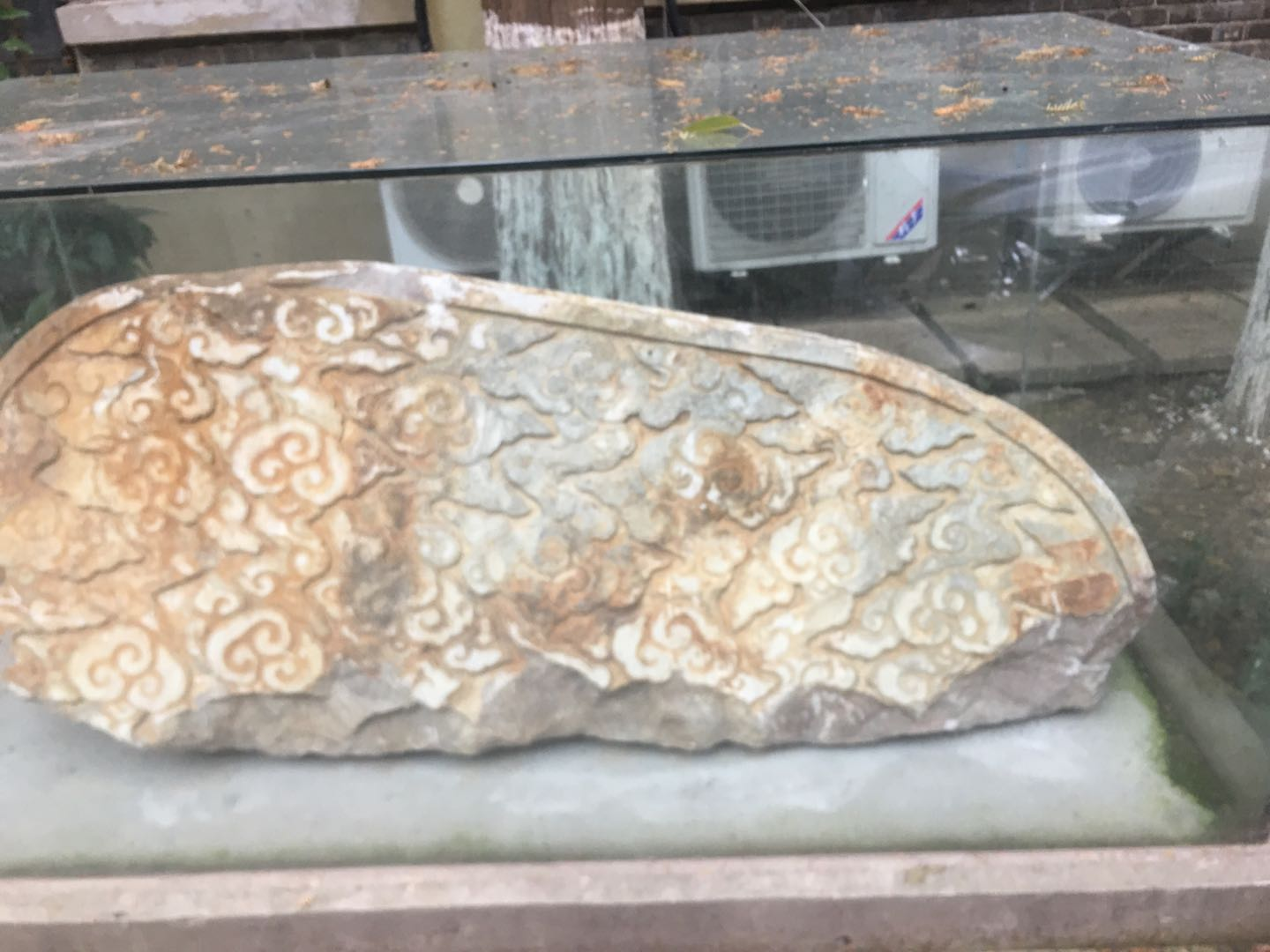
其中一个郭兴墓碑祥云石
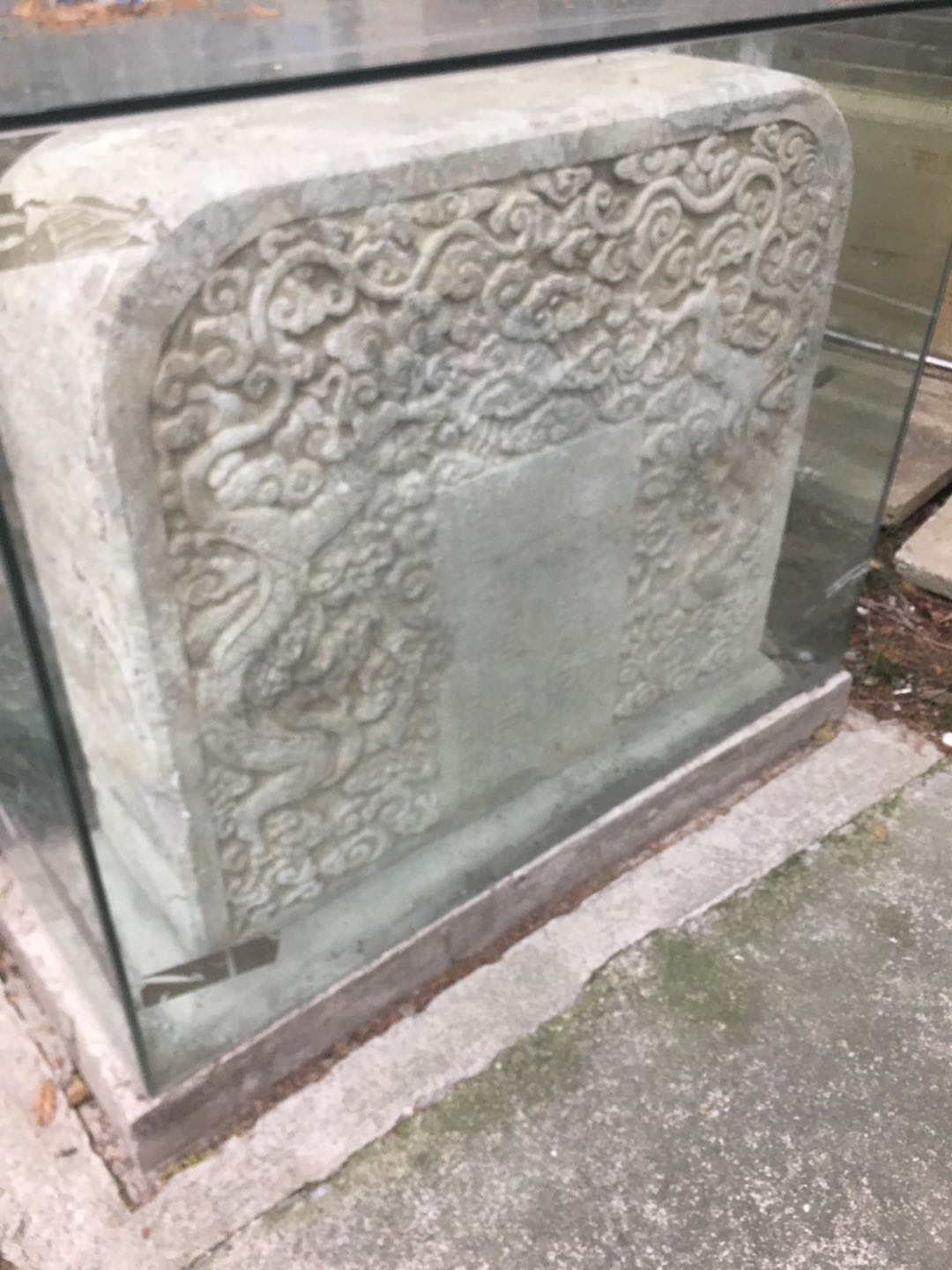
另外一个郭兴墓碑祥云石